# オオエタツヤ
オオエ タツヤ（Tatsuya Oe、1969年 - ）は、アメリカ在住の日本人音楽家。作曲家、編曲家、音楽プロデューサー、DJ。オオエはエレクトロニックミュージックから、ダンスミュージック、ロック、ポップ、サウンドトラックまでも手掛け、その卓越した音楽制作能力と単一の音楽ジャンルにとどまらない多様性が高く評価されている。大半の作品において作曲から演奏、ミキシング、マスタリングまでをこなす。Captain Funk、(Tatsuya) OE、Dark Modelといったアーティスト名義でのリリース活動に加えて、オオエの手掛けた作品はアメリカ、ヨーロッパ、アジア市場においてテレビ番組、映画、ハリウッド作品の予告編、テレビゲーム、アニメーション、そして企業広告で頻繁に採用、またライセンス使用されている。
ジェームス・ブラウン, ダイアナ・ロス, シック (バンド), サイモン・ル・ボン, ロン・セクスミス, セルジュ・ゲンスブールなど、数多くのアーティスト作品のリミックスやコラボレーション、プロデュースをこなし、「Remix Wizard（リミックスの魔術師）」とも呼ばれている。
2007年に楽曲提供したPanasonicグローバル・ブランディング映像『Experience Color』はニューヨーク・フェスティバルにてファイナリスト・アワード、ウェビー賞で2部門のOfficial Honoree、東京インタラクティブ・アド・アワードにてシルバー・アワードを受賞した。2013年、米国永住権（EB-1) を取得後、9月よりニューヨークに移住、活動の拠点を米国に移した。渡米後リリースした新プロジェクトDark Modelのアルバムは第14回インディペンデント・ミュージック・アワード (The IMAs、2015年「ダンス/エレクトロニカ・アルバム」部門にノミネートされ、2018年4月、セカンドアルバム『SAGA』は第16回同アワードの「ベスト・ダンス/エレクトロニカ・アルバム」を受賞した。

## 経歴

### 生い立ちと初期のキャリア
1969年、広島県に生まれる。12歳の時ロック (音楽)、ポップ、そしてエレクトロニック・ミュージックに興味を示し、14歳の時に最初のエレクトリック・ギター、シンセサイザー、ミュージックシーケンサーを購入。中学・高校時代にはロック、シンセポップ、ニュー・ウェイヴ、ヘヴィメタル、プログレッシブ・ロックなどを演奏するバンドを幾つか結成した。ファンクミュージックとの出会いは高校時代で、ジェイムズ・ブラウンやプリンスに代表されるファンクサウンドに触れたことがきっかけとなる。その後10 代後半にDJとしてオーディエンスの前で演奏する楽しさに出会い、ファンク、レア・グルーヴ、ディスコ、ハウス、ヒップホップなどのダンス・ミュージックにさらに魅了され積極的に活動を続ける。

### Captain Funkの誕生と初期活動
東京大学経済学部を卒業後、大手広告代理店の電通在籍中にコンピューターを使った作曲・音楽制作を本格的に開始する。1990年代半ばの日本においてエレクトロニックミュージックへの理解は薄く、またマーケットとしても十分には成熟していなかった。そのためオオエは当時、昼間は会社勤め、夜はDJ活動という生活を続けている。
1997年、ヨーロッパの幾つかのレーベルからのオファーを受けつつも、イタリアのダンス・レーベルACVよりTATSUYA OE名義『Dazzilin’』
をリリースする。
1998年 には、ソロ・プロジェクトであるCAPTAIN FUNKの名義でファースト・アルバム『Encounter with…』をリリース。黒人音楽からパンクロックまで幅広いルーツを背景にコンピューター、鍵盤、ギターまで様々な楽器を操り、エレクトロニック・ミュージックの中でも日本人離れしたグルーヴと高揚感を持ったテイストで当時のクラブシーン新風を吹き込んだと言われている。
1999年には、Captain Funkの知名度は特に欧米のクラブシーンにおいて急激に高まりを見せる。イギリス大手ダンス・レーベルであるミニストリー・オブ・サウンドは、彼らの雑誌で「Captain Funk will make you believe!（キャプテン・ファンクは信用できる！）」と評している。またタイムアウト誌は彼の音楽を「Vibrant delight!（震えが起こるほどの感動！）」と描写。 ノーマン・クック（ファットボーイ・スリム）はオオエの音楽を「何という狂ったレコードなんだ!!（What a f***ing insane record）。とても気に入ったよ。忘れずにプレイするからもう2枚レコードを送ってくれないか？」とコメントし、所属レーベルに直筆ファックスが送られてきたというエピソードがよく知られている。
デビューから1年後、オオエの知名度が高まるにつれて、オオエの楽曲を自らのDJに使用するアーティストも増加する。ファットボーイ・スリムのみならず、コールドカットNinja Tune、サイベグ、フレディ・フレッシュ、ケン・イシイ、カール・コックス（Captain Funk 「O.Y.M」を自らのDJ Mix CD「Carl Cox Non Stop 98/01」に収録）ら世界中のDJ・メディアから認知され評価を受けるようになり、ファースト・アルバムである『Encounter With...』やシングル『Bustin' Loose EP』に収録されている楽曲が、数多くの海外コンピレーションに二次使用されるようになる。
同1999年は楽曲制作活動も活発であり、『Bustin’ Loose EP』、『Dancing in the Street'』、 DJミックスCD『Style』をリリースする。
2000年にリリースされた、Captain Funk名義でのフルアルバム『Songs of the Siren』は米 ビルボード誌アジア部門の「THE YEAR IN MUSIC 」に選出された。
認知度の高まりと比例し活発になる楽曲制作活動の傍ら、オオエはパーティー、イベントにおいても精力的にDJ及びライブ活動も行う。フジロック・フェスティバル （1999年、2000年、2007年参加）、ROCK IN JAPAN FESTIVAL （2006年参加）のような日本での大型音楽イベントに加え、国外においてもイギリスの「Turnmills（ターンミルズ）」「Heaven (nightclub)（ヘヴン）」、フランス（「Global Tekno」、「Festival de Saint-Nolff」)、ドイツ、香港、シンガポール（「Zouk」）、韓国などのパーティー、イベントで活躍した。
フランスやドイツにおいてもCaptain Funkの名を知る人は多く、1998年デビュー直後には既に同時期にデビューしたボブ・サンクラーや、エイフェックス・ツイン、ダフト・パンクの出演したフランス初の大規模エレクトロニック・ミュージックフェスティバル「Global Tekno」に唯一の日本人アーティストとして招待されライブ出演している。

### OE（オー・イー）名義での活動の開始
2002年 、『Here and You』のリリースを契機に、オオエは自身の苗字から名付けたもう一つのアーティスト名義OE（オー・イー）を開始した。オオエはOEにおける活動について、「Captain Funk はメインのソロプロジェクトで、OEはより革新的で内省的な分身だ」と述べている。Metropolis誌も『Here and You』のレビューとして、「彼の過去のリリースSongs of the Sirenに精通したリスナー達は、このアルバムを過去2年に日本からリリースされたもっともオリジナルで音楽的に革新的なものの一つにしている多くの要素に気づくことだろう」と説明しているとおり、OE名義の活動ではCaptain Funkとは趣向の異なる楽曲制作をしていることが特徴だ。OE名義においても、バンドとしてのライブ活動も積極的に行う。2014年に出演したNHK-FM放送、 「Live beat」のライブレポートは、そのサウンドの描写としてTodd Rundgrenやアラン・パーソンズ・プロジェクトなどを引き合いに出しつつ、「その構築度と完成度と緊張感は恐るべきものだが、決して難解なものではなく、洗練されたポップな手触りを感じさせてくれる」と評した。
OE名義での活動中、彼は菊地成孔のプロジェクト、dCprGやスパンク・ハッピーへの制作協力、クラフトワーク、ホルガー・シューカイらの日本公演サポート、またGroove Syndicate名義で松井常松、岸利至と共にデヴィッド・ボウイの「A Reality Tour」武道館公演のオープニングアクトを務めた。さらに、大友良英ニュー・ジャズ・クインテットとのコラボレーション・アルバム『ONJQ+OE』を制作したのち、『Physical Fiction』、『Director’s Cut'』の2枚のアルバムをリリースするなどしている。
2018年、OE名義での新曲と過去の作品の新ミックスを収録した、集大成的なアルバム『New Classics Vol.1 & 2』を二枚同時リリースした。
2020年5月には、日本人の自然観や禅思想をテーマとするフル・アンビエント（環境音楽）作品『Suchness』をリリースし、新境地を切り開いた。
『Suchness』シリーズはコンスタントにリリースされ、2023年1月に『Suchness 2』、2024年2月に『Starry Messenger (Suchness 3) 』、翌月には『Seisei Ruten (Suchness 4)』が発売された。
米国ネットワーク放送局HBO Maxのアニメーション番組『Ambient Swim』ではアルバム『Suchness』の収録曲『Cloud Sea』が使用された。
また、『Seisei Ruten (Suchness 4)収録の『Garden Fountains』は、木工家具作家ジョージ・ナカシマ氏の工房と娘ミラ氏を紹介した、ウォッチズ・オブ・スイッツランド USAの映像「Kodama featuring GRAND SEIKO（コダマ・フィーチャリング・グランドセイコー）」でライセンス使用されている。
また『Here and You』から『New Classics』までの路線を踏襲した、OE本来のスタイルに沿った制作活動も積極的に続けており、2023年4月には『Compositions in Blue』を、2024年8月には『Compositions in Light』を、それぞれフル・アルバムの形でリリースしている。
『Compositions in Blue』に収録された『Mobius』はアパレルブランド Prada（プラダ）のインスタグラム動画『Prada Mode Seoul』でライセンス使用された。
2024年6月には’98年オオエがCaptain Funkとしてデビューする以前の作品を再構築した『Early Techno Works 9697』がリリースされた。

### 自社レーベル設立と円熟期Captain Funkの活動
2006年、オオエは自社レーベル「Model Electronic (モデル・エレクトロニック)」を設立する。OE名義での一連の活動、他アーティストのプロデュースワーク、Space Cowboy (musician)（スペース・カウボーイ）などとのツアーを経て、リスナーのみならず、広告、テレビ、映画、ゲーム業界などに国際的に音楽を提供するための音楽制作や音楽出版を促進することが目的であった。
翌年2007年、レーベル第一弾リリースとして、CAPTAIN FUNK名義での7年ぶりのアルバム『Heavy Metal』『Heavy Mellow』を2枚同時に発表、した。この2枚のアルバムで彼は、初期のCaptain Funkの躍動感と、OE名義での活動を通して得られたソングライティングのスキルを融合させ披露している。『Heavy Mellow』に収録されている『Hey Boy, Hey Girl』はクリス・ヴァン・アッシュ(ディオール・オム）などファッションピープルの集まるパリのパーティー「Club Sandwich」でヘビー・ローテーションされ、"Hey Boy, Hey Girl" がCaptain Funk myspaceページで1万回を試聴達成。
レーベル設立後の活動は、音楽制作・出版のみにとどまらない。同2007年、デンマークのバンドDúné(デュネ)、2008年にはドイツの人気バンドRadiopilotからのリミックスオファーも受けた。同年鈴木亜美のアルバム『Dolce』に楽曲提供も行っている。2007年、3度目のフジロックフェスティバル出演、Atomic Hooliganとのツアーなど、ライブ、DJなどの現場活動も積極的にこなしている。
2008年秋、レーベル音源配信サイトとして「Club Model Electronic」を開始、完全二ヶ国語による世界に向けたMP3・WAV媒体での配信サービスを行っている。オオエは自身のレーベルウェブページにおいて「(我々のレーベルにおいては)ただ音楽を売るだけではなく、独自のストーリーやまるでクラブにいるかのような音楽の体験を届けたい。」と述べている。またこのサービスでは、容易に彼の音楽を購入したり、パーティに行けないようなリスナーとの関わりを持つことを強く意識していることが知られ、米国音楽サイトJ-Pop World　やスウェーデンのアート系ウェブサイトDavid Reportとのインタビューの中で、「リスナー、特に我々の商品を購入することが難しい地域に住むリスナーに対して、我々のサウンドとこのサービス限定の情報を届ける、会員制に基づいたリスナーとのコミュニケーションができる「ダイレクト」なショップ」と説明している。
2009年 8月には、Captain Funk名義でのアルバム『Sunshine』リリースし、収録曲『Weekend (kissing, touching, tasting, loving)』がFM COCOLOの「Hits40」で5位を記録するなど、各FMラジオ局のチャートにランクインした。　また、このアルバムは雑誌「STUDIO VOICE」2009年9月号の「ゼロ年代の100枚」に選出されている。
2010年秋、同アルバムの収録曲『Piece of You (feat. Meri Neeser)』は、米国アパレルメーカー FOREVER 21の現地ウェブサイト『FOREVER 21 TV』の映像で使用、米西海岸の映画館や全米400以上の店舗でも上映され、自社レーベル設立後のオオエの知名度をさらに引き上げることとなる
。
2010年5月、韓国で『Heavy Metal』『Heavy Mellow』『Sunshine』からの楽曲を抜粋・収録したアルバム『Captain Funk Korea Platinum Edition』がリリースされ、先行シングルとして配信された『Weekend (kissing, touching, tasting, loving)』は、韓国最大のSNSであるサイワールドの「Shibuya Chart」で1位となった。同年、ソウルにてリリースイベントを行った。
2011年7月には『Versions 2011』をリリース、国内AmazonのMP3アルバムチャートでは「ダンス・エレクトロニカ」部門で1位、「ポップス」部門で2位を獲得。 2013年7月に、2007年以降のCaptain Funk名義での作品98トラックを収録した集大成的なアルバム『Chronicles 2007-2013, Vol. 1 & 2』をリリースした。
2019年以降は、Captain Funkとして初のフル・インストゥルメンタル・アルバム『Oceans』『Metropolis』『Night Music』を発表し、これまでの作品では聴かれなかったジャズ・フュージョン寄りのアプローチを披露した。2021年には全編タツヤ・オオエによるオリジナル・トラックで構成された、DJミックス・スタイルのフル・アルバム『Sail and Cruise』を発表し、よりダンス回帰的な路線を打ち出している。
Captain Funk、Dark Model、OE名義での制作活動に加えて、2021年にはMER名義初のパブリック・アルバムとなるジャズ・ファンク、ブレイクビーツ・トラック集『Anti-Crime Breaks: Thrilling and Badass Jazz Funk Tracks』を発表し、多岐に渡る活動を続けている。
2023年9月発売の『Heavy Mellow (Deluxe Edition)』『Instrumentals』を皮切りに、Model Electronic Records設立初期の作品を新たにミックス、マスタリングした『デラックス・エディション』の制作を行い、2023年12月には『Sunshine (Deluxe Edition)』、2024年4月には『Heavy Metal (Deluxe Edition)』がそれぞれインストゥルメンタル盤とともにリリースされた。
またMER名義として2023年7月にスカ＆ロックステディ・アレンジの楽曲を集めた『Soul Funk Ska Moods』を、2024年9月にはサイバーパンク及びSFカルチャーの影響が色濃い楽曲を集めた『Cyber City Connection』を発売。
『Soul Funk Ska Moods』はイギリス、マンチェスターのスカ専門ラジオ局 Button Down Radioの「今週のフィーチャー」に選出された。
『Cyber City Connection』収録の『Mirage』は、化粧品ブランド、エスティローダーのプロモーション映像『Estee Lauder Korea x IU（アイユー）』でフィーチャーされた。

### Dark Model発足と渡米後の活動
2012年6月、オオエは新プロジェクトであるDark Model を立ち上げる。Dark Model はCaptain Funk、 OE(オー・イー)が作り出してきた楽曲とは異なり、壮大でドラマティックな、オーケストラサウンドを取り入れたインストゥルメンタルのエレクトロニック・ミュージックに特化していることが特徴だ。
Dark Model発足後は、特に北米を中心にメディア・広告への楽曲提供とライセンス使用が大幅に増加する。2012年から2015年の3年間にDark Modelを含むオオエの楽曲のライセンス使用は軽く100本を超えた。また、使用される媒体の幅も映画、ドラマ、テレビコマーシャルなど多岐にわたる。このことからもDark Model が作り出す楽曲の多様性と、メディアとの親和性の良さがうかがえる。
2012年以降ライセンス使用された例では、映画（ニール・ブロムカンプ監督・脚本による2013年 の米国SF映画『エリジウム』（Elysium）の初公開映像に収録されたことをはじめ、2012年の米国スリラー映画 『ペーパーボーイ 真夏の引力』（出演マシュー・マコノヒー、ザック・エフロン、ジョン・キューザック、ニコール・キッドマン）の予告編コマーシャル、レクサス、オークリー、Xbox「Forza Motorsport 5」、ウイルソン・スポーティング・グッズなどが挙げられる。また、2012年12月、Dark Modelの『Oath（ダブステップ・リミックス）』は米国の加入者数第一位の携帯電話事業者ベライゾン・ワイヤレスのテレビCM 『Droid DNA -Extra Sensory』にそのアートワークと共にフィーチャーされ、全米で放送された。
Dark Model発足後のオオエの活動で特筆すべきは、ライセンス使用の増加だけではない。
2013年9月、オオエはアメリカ、ニューヨークに活動拠点を移すことを決断し渡米。その後、2014年5月、Dark Model名義でのファースト・アルバム『Dark Model』をリリース、複数の米国音楽サイトから5つ星の評価を受けた。米有力レビュー誌Under the Gun Reviewはこのアルバムを、「最近記憶する中でもっとも優れたエレクトロニック・ミュージック作品の一つであり、また2014年の中で最も壮大で記憶に残る音楽の一つにたやすく入る。」と評しIndiemutiny誌は「私はリスナーのみなさんが今までDark Modelのような音楽を絶対聴いたことがないって言いきれますよ (中略)…このレコードは抜群の仕上がりで、たった一人の人間が作ったとは到底信じがたい。」と評した。2015年3月、このアルバムは第14回インディペンデント・ミュージック・アワード (The IMAs)の「ダンス/エレクトロニカ・アルバム」部門にノミネートされている。
2017年3月、Dark Model名義でのセカンド・アルバム『SAGA』をリリースし、2018年4月、このアルバムは第16回インディペンデント・ミュージック・アワードの「ベスト・ダンス/エレクトロニカ・アルバム」を受賞した。
オオエは精力的にDark Model名義での制作を続けており、2019年8月にはロック色の強い『Flashback』を、2020年10月にこの名義でのダンス・エレクトロ的な楽曲を収録したアルバム『Driving Orchestral Electro Mix』、2022年9月にはよりスケールアップした世界観を持つ『Odyssey』を「音楽の一大スペクタクル」というキャッチコピーを添えて、『インストゥルメンタル・エディション』と共に同時リリースした。
2022年12月には、収録曲『Terra』に代表される、コンテンポラリーで近未来的な音世界が展開されたアルバム『Impulse』を発表。2023年6月、「Get Ready to Fight? （戦う準備はいいか？）」というキャッチコピーの下、アルバム『Relentless』が発売された。前作『Impulse』とは対照的に、パワフルな楽曲達がストーリーを織りなす、ドラマ性の高い一枚となっている。 
Dark Modelの楽曲『Judgment Day』は欧米から中国まで広域にわたって浸透し、息の長い人気曲となっている。メディアではNetflixの番組「Comedians in Cars Getting Coffee : ジミー・ファロン編」やカナダのテレビ番組『Révolution』、南オーストラリア州の演劇『Hibernation』でフィーチャーされた他、中国の音楽配信サービス、ネットイース・クラウド・ミュージック（網易雲音楽）では2020年5月の配信スタート以降、2021年8月末時点で164万回再生された。2023年12月末時点では420万回再生を達成。

## 人物
オオエは数々のインタビュー や自身のブログを通して「カテゴライズせずに、心を開く」ことについて語る。自分自身の楽曲についても、「(ルーツはファンクを含む黒人音楽だが)自分でも自分のジャンルがわからない。」という。また2014年、Brian Lionとのインタビューにおいては「ぼくには、音楽業界という言葉は僕には興味のないモノ。‘音楽’ビジネスには20年来携わってきたけれど、何か特定の‘業界’に属しているつもりは全くない。」と述べるなど、「カテゴライズ」や、「帰属意識」とは相容れぬ、彼の楽曲に通ずる柔軟な思想をもつ。
オオエは「僕を含めて多くの日本人は、海外や海外音楽の影響を受けていて、アイデンティティを失ったと感じた時もあった。だから、ぼくはいつも日本に生まれて日本に生きているって考える。それで、より多くの別の音楽に触れることで、自分自身を見つけようとしている（中略）。たぶん死ぬまでそれを続けて、死ぬまで葛藤しているんだと思う。」と語るように、音楽の中に彼自身のアイデンティティを見出す姿が垣間見える。
また、自身の日本語版ブログにおいてはインディペンデントに海外進出を目指す日本若手音楽制作者を意識してか、プライベートな内容よりも、詳細な音楽制作秘話や手法、音楽ビジネス及び海外におけるビジネス一般、また音楽制作者の日米比較などについての記事を書くことが多い。さらに、ハリウッドで開かれるライセンス・ビジネスのためのカンファレンスSync Summitにパネリストとして招待されるなど、グローバルに活動するインディペンデント・ミュージシャンの立場からアドバイス、意見を求められる機会が増えている。

## 受賞歴
- Panasonicウェブサイト『Experience Color』への楽曲提供として

- ニューヨーク・フェスティバル：2007年ファイナリスト・アワード[71]。
- 第5回 東京インタラクティブ・アド・アワード：銀賞[72]。
- ウェビー賞：2007年Official Honoree
- 「Best use of Animation or Motion Graphics」「Consumer Electronics」2部門[73]。
- 第16回インディペンデント・ミュージック・アワード：ベスト・ダンス/エレクトロニカ・アルバム（Dark Model『SAGA』)[3]

## ディスコグラフィー

### オリジナル作品

#### Captain Funk名義

##### シングル
| リリース年 | タイトル                                 | 名義         | 形式                          | レーベル(発売国)                  | 詳細 |
| ---------- | ---------------------------------------- | ------------ | ----------------------------- | --------------------------------- | --- |
| 1996年     | Dazzlin'                                 | Tatsuya Oe   | 12インチ・レコード            | Chicago Style/ACV (イタリア)      | 「Dazzlin' 」を含む4曲収録                                                                                                |
| 1997年     | Copa Feelin'                             | Tatsuya Oe   | 12インチ・レコード            | Chicago Style/ACV (イタリア)      | 「Copa Feelin'」を含む4曲収録                                                                                             |
| 1998年     | Roller Coaster 1st EP                    | Captain Funk | 12インチ・レコード            | Reel Musiq/Sublime Records (日本) | Captain Funk名義初リリース/「O.Y.M.」を含む2曲                                                                            |
| 1998年     | O.Y.M. Remixes                           | Captain Funk | 12インチ・レコード シングルCD | Reel Musiq/Sublime Records (日本) | オリジナル、Christopher Just Remix等を含む4曲収録                                                                         |
| 1998年     | Bustin' Loose EP                         | Captain Funk | 12インチ・レコード シングルCD | Sublime Records (日本)            | 「Bustin' Loose」「Kung-Fu Ska」「Twist & Shout」を含む4曲収録                                                            |
| 1999年     | Dancing in the Street (CD)               | Captain Funk | マキシ・シングルCD            | Machinegun （日本）               | 「Home Sweet Home」「Rock on the Floor」「Carribean Kickin'」リミックス等7曲収録                                          |
| 1999年     | Dancing in the Street EP                 | Captain Funk | 12インチ・レコード            | Machinegun （日本）               | 「Home Sweet Home」「Rock on the Floor」含む3曲収録                                                                       |
| 1999年     | Home Sweet Home EP                       | Captain Funk | 12インチ・レコード            | Machinegun （日本）               | 「Dancing in the Street」「Twist & Shout (Krafty Kuts Mix)」含む3曲                                                       |
| 2000年     | Who Got Your Mojo Workin' EP             | Captain Funk | Tシャツ付きマキシ・シングルCD | Machinegun （日本）               | FINAL HOMEとのコラボレーションによるTシャツ付CD                                                                           |
| 2000年     | Tracks of the Siren Pt.1 "Planet Kharma" | Captain Funk | 12インチ・レコード            | Machinegun （日本）               | 「Planet Kharma Original Extended Mix」含む2曲                                                                            |
| 2000年     | Losin' My Way CD                         | Captain Funk | マキシ・シングルCD            | Machinegun （日本）               | 「Losin' My Way」オリジナル、リミックス含む全6曲                                                                          |
| 2001年     | Tracks of the Siren Pt.2 "Losin' My Way" | Captain Funk | 12インチ・レコード            | Machinegun （日本）               | 「Losin' My Way」オリジナル、リミックス含む全4曲                                                                          |
| 2011年     | Versions 2011                            | Captain Funk | 配信                          | Model Electronic （日本）         | 「Piece of You (Bestrack Remix)」含む全4曲 Amazon.co.jp MP3チャート「ダンス・エレクトロニカ」部門1位、「ポップス」部門2位 |

##### アルバム
| 発売日          | タイトル                                      | 形式                       | レーベル(発売国)                    | 詳細 |
| --------------- | --------------------------------------------- | -------------------------- | ----------------------------------- | --- |
| 1998年 4月22日  | Encounter With... Captain Funk                | CD アナログ・レコード2枚組 | Reel Musiq/Sublime Records （日本） | Captain Funkファーストアルバム ヨーロッパはEFA（ドイツ）からの発売 |
| 2000年 11月29日 | Songs of the Siren                            | CD 配信                    | Sublime Records （日本）            | 「ビルボード」誌アジア部門"YEAR OF MUSIC 2001"選定 ロン・セクススミス、ブラック・ボトム・ブラス・バンドら参加                                                                              |
| 2007年 5月9日   | Heavy Metal                                   | CD 配信                    | Model Electronic （日本）           | 6年振りのCaptain Funk名義でのリリース 「Heavy Mellow」と2枚同時発売 「Sony Ericsson携帯W44S」CMソング「Boogie Electricland」収録                                                           |
| 2007年 5月9日   | Heavy Mellow                                  | CD 配信                    | Model Electronic （日本）           | 「Hey Boy, Hey Girl」「Call on Me」他、12曲収録 |
| 2009年 8月19日  | Sunshine                                      | CD 配信                    | Model Electronic （日本）           | 「Weekend (kissing, touching, tasting, loving)」（FM COCOLO5位記録）、「Piece of You」等16曲収録                                                                                           |
| 2010年 5月7日   | Korea Platinum Edition                        | CD 配信                    | JMC Entertainment （韓国）          | 韓国での紹介盤的なアルバム。「Weekend (kissing, touching, tasting, loving）」がサイワールドShibuyaチャート1位。                                                                            |
| 2013年 7月9日   | Chronicles 2007-2013, Vol. 1                  | 配信                       | Model Electronic （米国）           | 2007年から2013年までにCaptain Funk名義で制作された楽曲の集大成（「Heavy Metal」「Heavy Mellow」「Sunshine」「Versions 2011」収録曲とそのリミックス、インストバージョン、新曲を含む98曲）。 |
| 2013年 7月19日  | Chronicles 2007-2013, Vol. 2                  | 配信                       | Model Electronic （米国）           | 2007年から2013年までにCaptain Funk名義で制作された楽曲の集大成（「Heavy Metal」「Heavy Mellow」「Sunshine」「Versions 2011」収録曲とそのリミックス、インストバージョン、新曲を含む98曲）。 |
| 2019年 6月28日  | Oceans                                        | CD 配信                    | Model Electronic （米国）           | Captain Funk名義初のフル・インストゥルメンタル・アルバム |
| 2019年 11月8日  | Metropolis                                    | CD 配信                    | Model Electronic （米国）           | フューチャー・ファンク、ブギー、ディスコ、そしてエレクトロニック・ジャズで構成されたインストゥルメンタル・アルバム                                                                         |
| 2020年 12月4日  | Night Music                                   | CD 配信                    | Model Electronic （米国）           | 「ミュージック・フォー・ナイトライフ」。前作「Metropolis」の路線を踏襲しつつ、より原点回帰的で躍動感あふれるダンス・アルバム                                                               |
| 2021年 6月11日  | Sail and Cruise                               | 配信                       | Model Electronic （米国）           | 「キャプテンが率いる音楽の航海」。全編タツヤ・オオエによるオリジナル・トラックで構成された、DJミックス・スタイルのフル・アルバム。新曲に加え「Call on Me (Night Cruising Mix)」等収録      |
| 2023年 9月29日  | Heavy Mellow (Deluxe Edition)                 | 配信                       | Model Electronic （米国）           | 『Heavy Mellow』(2007)の全曲を新たにミックス、マスタリングしたデラックス・エディション |
| 2023年 9月29日  | Heavy Mellow (Deluxe Edition) - Instrumentals | 配信                       | Model Electronic （米国）           | 『Heavy Mellow』(2007)の全曲を新たにミックス、マスタリングしたデラックス・エディション（全インスト・バージョン）                                                                           |
| 2023年 12月8日  | Sunshine (Deluxe Edition)                     | 配信                       | Model Electronic （米国）           | 『Sunshine』(2009)の全曲を新たにミックス、マスタリングしたデラックス・エディション |
| 2023年 12月8日  | Sunshine (Deluxe Edition) - Instrumentals     | 配信                       | Model Electronic （米国）           | 『Sunshine』(2009)の全曲を新たにミックス、マスタリングしたデラックス・エディション（全インスト・バージョン）                                                                               |
| 2024年 4月19日  | Heavy Metal (Deluxe Edition)                  | 配信                       | Model Electronic （米国）           | 『Heavy Metal』(2007)の全曲を新たにミックス、マスタリングしたデラックス・エディション |
| 2024年 4月19日  | Heavy Metal (Deluxe Edition) - Instrumentals  | 配信                       | Model Electronic （米国）           | 『Heavy Metal』(2007)の全曲を新たにミックス、マスタリングしたデラックス・エディション（全インスト・バージョン）                                                                            |

#### OE名義
| 発売日         | タイトル                      | 形式            | レーベル（発売国）             | 詳細 |
| -------------- | ----------------------------- | --------------- | ------------------------------ | --- |
| 2002年6月26日  | Here and You                  | CDアルバム      | Music Mine Inc.                | OEとしてのファースト・アルバム 「The Glow」「Time Has Told Me」他11曲収録                                                  |
| 2003年5月25日  | Physical Fiction              | CDアルバム      | ブルース・インターアクションズ | 「276EC2」他12曲。ミュージック・コンクレート的な実験作。                                                                   |
| 2004年1月23日  | Director's Cut                | CDアルバム      | ブルース・インターアクションズ | 「Tessera」「The Grid」他10曲収録                                                                                          |
| 2006年8月24日  | Into the Echo                 | シングル配信    | Syn Records（ライセンス発売）  | インタラクティブマンガ「Shinzou.jp」のテーマ曲としてiTunesにて期間限定配信                                                 |
| 2018年 4月20日 | New Classics Vol.1            | CDアルバム 配信 | Model Electronic （米国）      | OE名義での新曲と過去の作品の新ミックスを、各18曲収録。二枚同時発売。                                                       |
| 2018年 4月20日 | New Classics Vol.2            | CDアルバム 配信 | Model Electronic （米国）      | OE名義での新曲と過去の作品の新ミックスを、各18曲収録。二枚同時発売。                                                       |
| 2020年 5月29日 | Suchness                      | CDアルバム 配信 | Model Electronic （米国）      | 日本人の自然観や禅思想をテーマとした、OE名義初のフル・アンビエント（環境音楽）作品                                         |
| 2023年 1月14日 | Suchness 2                    | 配信            | Model Electronic （米国）      | 日本人の自然観や禅思想から触発を受けたアンビエント・ミュージック（環境音楽）をコンセプトとする「Suchness」シリーズの第二弾 |
| 2023年 4月3日  | Compositions in Blue          | 配信            | Model Electronic （米国）      | 『Here and You』から『New Classics』までの路線を踏襲した、OEとしての王道的な作品                                           |
| 2024年 2月2日  | Starry Messenger (Suchness 3) | 配信            | Model Electronic （米国）      | 「Suchness」シリーズの第三弾。「宇宙を漂い、夜空を聴く」                                                                   |
| 2024年 3月1日  | Seisei Ruten (Suchness 4)     | 配信            | Model Electronic （米国）      | 「Suchness」シリーズの第四弾。「穏やかで雄大な、禅風景が奏でる音」                                                         |
| 2024年 8月2日  | Compositions in Light         | 配信            | Model Electronic （米国）      | 「ミニマリズムとグルーヴが織りなす、「光と影」の戯れ」                                                                     |

#### Dark Model 名義
| 発売日         | タイトル | 形式            | レーベル（発売国）        | 詳細 |
| -------------- | --- | --------------- | ------------------------- | --- |
| 2013年1月29日  | Oath (Dubstep Remix) | 着うた配信      | Model Electronic （米国） | 米国携帯会社ベライゾン・ワイヤレスのキャンペーンとして期間限定配信。 |
| 2013年5月4日   | Fate、Judgment Day、Prayer for the Night、Bionic Warrior、Requiem for an Angel、Oath (Original Mix)、Revenge Seeker (Complete Version) | シングル配信    | Model Electronic （米国） | 米国音楽販売サービスBandcampにて配信。、 |
| 2014年5月16日  | Dark Model | CDアルバム 配信 | Model Electronic （米国） | Dark Modelとしてのファースト・フル・アルバム。第14回インディペンデント・ミュージック・アワード 「ダンス/エレクトロニカ・アルバム」部門ノミネート。                                                           |
| 2015年7月28日  | Rage and Redemption (First Version) | シングル配信    | Model Electronic （米国） | 米国音楽販売サービスBandcampにて配信。 |
| 2017年3月24日  | SAGA | CDアルバム 配信 | Model Electronic （米国） | Dark Modelとしてのセカンド・フル・アルバム。第16回インディペンデント・ミュージック・アワード 「ベスト・ダンス/エレクトロニカ・アルバム」受賞。。ボーナストラック「Oath」を含む日本盤は、Music Mineより発売。 |
| 2019年8月26日  | Flashback | CDアルバム 配信 | Model Electronic （米国） | 「Be A Badass（ワルになれ)」。ロック色溢れるドラマティックなオーケストラ・エレクトロニック・ミュージックを集めたサード・フル・アルバム                                                                       |
| 2020年10月2日  | Driving Orchestral Electro Mix | 配信            | Model Electronic （米国） | 「Dance to the Epic Music" （エピック・ミュージックで踊れ）」。Dark Modelプロジェクトのエレクトロ/ダンス・ミュージック・サイドの楽曲に焦点を絞ったDJミックス・スタイルのアルバム                             |
| 2022年9月29日  | Odyssey | 配信            | Model Electronic （米国） | 「音の一大スペクタクルを体験せよ」。シネマティックなスケール感を一段とアップさせた4枚目のフル・アルバム。 |
| 2022年9月29日  | Odyssey (Instrumental Edition) | 配信            | Model Electronic （米国） | アルバム「Odyssey」収録楽曲のインストゥルメンタル・ミックスを収録した、インストゥルメンタル・エディション |
| 2022年12月22日 | Impulse | 配信            | Model Electronic （米国） | よりコンテンポラリーで近未来的な音世界を展開したアルバム |
| 2023年 6月16日 | Relentless | 配信            | Model Electronic （米国） | 「Get Ready to Fight? （戦う準備はいいか？）」エネルギーに満ち溢れるドラマティックな楽曲を収録したフルアルバム                                                                                               |

#### MER 名義
| 発売日        | タイトル                                                 | 形式 | レーベル（発売国）        | 詳細 |
| ------------- | -------------------------------------------------------- | ---- | ------------------------- | --- |
| 2021年8月23日 | Anti-Crime Breaks: Thrilling and Badass Jazz Funk Tracks | 配信 | Model Electronic （米国） | 70年代のクライム・アクションやスパイ、刑事ドラマのサウンドトラックを彷彿させる、ジャズ・ファンク、ブレイクビーツ・トラック集。 |
| 2023年7月28日 | Soul Funk Ska Moods: Groovy Ska and Rocksteady Mixes     | 配信 | Model Electronic （米国） | 各アーティスト名義の下で制作された楽曲のスカ＆ロックステディ・アレンジと新曲をコンパイル                                       |
| 2024年9月20日 | Cyber City Connection: Urban Synthwave and Electro Funk  | 配信 | Model Electronic （米国） | 1980年代から現在まで続くサイバーパンク及びSFカルチャーの影響が色濃い楽曲をコンパイルした企画盤                                 |

### コンピレーション・アルバム/ミックス・アルバム
| 発売日 | タイトル                                                                              | 収録作品の名義 | 形式                                                    | レーベル（発売国）                                                  | 詳細 |
| ------ | ------------------------------------------------------------------------------------- | -------------- | ------------------------------------------------------- | ------------------------------------------------------------------- | --- |
| 1996年 | Thai - Spirituality and technology for the Manga consciousness                        | Tatsuya Oe     | コンピレーションCD                                      | Zone Records/ACV （イタリア）                                       | 「Seeker」収録 Robert Armani, Sven Vath,Stefano Noferiniら参加 |
| 1998年 | DJ's Works Vol. 1 - Ultimate DJ's Tokyo Underground                                   | Tatsuya Oe     | コンピレーションCD アナログ・レコード                   | Music Mine Inc. （日本）                                            | 「Rolla Costa!」収録。DJ Shufflemaster、Co-Fusionら日本のテクノアーティストが参加。                                                                                     |
| 1998年 | Japanese Homegrown Beats                                                              | Captain Funk   | コンピレーションCD                                      | Tower Records Japan Inc. （日本）                                   | 「O.Y.M」収録 Sugizo, Nobukazu Takemuraら日本人アーティストが参加したコンピレーションアルバム                                                                           |
| 1998年 | CTI Classics featuring Captain Funk -Urban Funk Showcase-                             | Captain Funk   | コンピレーションCD                                      | King Records （日本）                                               | CAPTAIN FUNKによるCTIレコードからの楽曲を選曲したコンピレーションアルバム。シーウィンド他収録                                                                           |
| 1998年 | Sublime the RMXs                                                                      | Captain Funk   | Sublime the RMXs                                        | Sublime Records                                                     | リミックス・コンピレーションCD/「O.Y.M」収録。流、Sugizo, Nobukazu Takemuraら参加。                                                                                     |
| 1998年 | Born To Ill - Vol. 3                                                                  | Captain Funk   | コンピレーションCD                                      | Music Mine Inc. （日本）                                            | 「Captain Will Rock」収録 他にアフリカ・バンバータ、プリンス・ポールら参加                                                                                              |
| 1998年 | Carl Cox Non Stop 98/01                                                               | Captain Funk   | ミックスCD（2枚組）                                     | FFRR Records （イギリス）                                           | イギリスのトップDJ Carl Cox（カール・コックス）によるDJミックスCD 「UKのトップDJ Carl Cox（カール・コックス）によるDJミックスCD。「O.Y.M (Christopher Just Mix)」収録。 |
| 1999年 | Bomb Boutique                                                                         | Captain Funk   | コンピレーションCD                                      | Zoomshot Media Entertainment （ドイツ）                             | 「Twist&Shout」収録。他にアンダーワールド、Rinocerose,グルーヴ・アルマダ, Todd Terryなど収録。                                                                          |
| 1999年 | Style Stage 8 - Bustin' Out 74 Minutes Mix                                            | Captain Funk   | ミックスCD                                              | 東芝EMI (日本)                                                      | Captain FunkのDJミックスによるCD 自身の「Bustin' Loose」「Twist & Shout」をはじめ、Chemical Brothers, Mantronik、DJ Hell、Wiseguys、Pizzicato Fiveなど収録              |
| 1999年 | Burning Big Beats                                                                     | Captain Funk   | コンピレーションCD（2枚組）                             | SPV Recordings （ドイツ）                                           | 「Party Up」収録 他にHerbaliser, アウトキャスト, アーサー・ベイカー, Howie Bなど参加                                                                                    |
| 1999年 | Skank You Too!                                                                        | Captain Funk   | コンピレーションCD                                      | Urban Essentials （オランダ）                                       | 「Kung Fu Ska」収録 他にFatboy Slim, ジャングル・ブラザーズ, Freestylersなど収録                                                                                        |
| 1999年 | Avenue A Presents Something Else Vol.2                                                | Captain Funk   | コンピレーションCD（2枚組） アナログ・レコード（3枚組） | R&Sレコーズ （ベルギー）                                            | Meat KatieによるDJミックスCD。「Funk Encounter」収録。他にSir Drew, アフリカ・バンバータ など収録。                                                                     |
| 1999年 | Pacific State                                                                         | Tatsuya Oe     | コンピレーションCD（2枚組） アナログ・レコード（6枚組） | Deviant Records （イギリス） Sony Music Associated Records （日本） | 「Warning」収録。ケンイシイ、Boom Boom Satellites、DJ Krushら日本のエレクトロニック・ミュージックを紹介。                                                               |
| 1999年 | All Mixed Up                                                                          | Captain Funk   | ミックスCD                                              | Sm:)e Communications （イギリス）                                   | アメリカ人DJ Freddy FreshによるDJミックスCD 「Twist&Shout」収録 他に Masters At Work, Pepe Deluxé, Jacknife Leeなど収録。                                               |
| 1999年 | Future Electronica                                                                    | Captain Funk   | コンピレーションCD                                      | Sony Music Associated Records （日本）                              | 「Home Sweet Home」収録 他にベースメント・ジャックス, ジェフ・ミルズ、スクエアプッシャーなど収録                                                                        |
| 1999年 | Krafty Kuts presents Slam the Breaks on                                               | Captain Funk   | コンピレーションCD（2枚組） アナログ・レコード（3枚組） | Lacerba （イギリス）                                                | Krafty KutsによるDJミックスCD 「Twist&Shout」,De La Soul, ミント・ロワイヤル, Fatboy Slim, Freddy Freshなど収録。                                                       |
| 1999年 | ダンスマニア・ウィンターズ～ロック・グルーヴ                                          | Captain Funk   | コンピレーションCD                                      | 東芝EMI （日本）                                                    | 「Home Sweet Home」収録 他にRed Hot Chili Peppers, Chemical Brothers, Underworld, Prodigy, Duran Duran等収録                                                            |
| 1999年 | ダンスマニア・ウィンターズ2                                                           | Captain Funk   | コンピレーションCD                                      | 東芝EMI （日本）                                                    | 「Bustin' Loose」収録 Propellerheads、Chemical Brothers, Prodigy等収録                                                                                                  |
| 2000年 | MONDAY サウンドトラック                                                               | Captain Funk   | サウンドトラックCD                                      | モンスーンレコード （日本）                                         | SABU監督の映画「Monday」サウンドトラック 「Twist&Shout」「Rock on the Floor」など収録                                                                                   |
| 2001年 | N                                                                                     | Captain Funk   | コンピレーションCD（2枚組）                             | Camel Company （日本）                                              | 「New Day」収録 他にAudio Active, 童子-T,Eye,Ken Ishii,54-71等参加 |
| 2002年 | Let There Be Pop -Christopher Just Remixes From 1995 To 2003- (2003年)（Giant Wheel） | Captain Funk   | コンピレーションCD                                      | Giant Wheel （ドイツ）                                              | オーストリアのアーティストChristopher Justによるリミックス集 「O.Y.M"(Christopher Just Remix)」収録                                                                     |
| 2002年 | WKM -Tribute to Walkman-                                                              | Tatsuya Oe     | コンピレーションCD                                      | Gate Records （日本）                                               | Sony Walkman へのトリビュート作品集 他にCornelius, Ken Ishii他参加 |
| 2005年 | Tokyo Sound System 2                                                                  | Tatsuya Oe     | コンピレーションCD アナログ・レコード（2枚組）          | New Smell （日本）                                                  | 「Let the music take control」収録 |
| 2011年 | Kibou (Hope)                                                                          | Tatsuya Oe     | コンピレーションCD 配信                                 | Elektrax Music （豪州）                                             | 震災復興支援のためのチャリティアルバム 「Let the music take control (Instrumental Mix)」収録                                                                            |

### 主なプロデュース/コラボレーション作品
| アーティスト                                                    | タイトル                                                 | リリース年 | 収録されているパッケージ名                  | レーベル                       | 詳細 |
| --------------------------------------------------------------- | -------------------------------------------------------- | ---------- | ------------------------------------------- | ------------------------------ | --- |
| 岡村靖幸                                                        | マシュマロハネムーン feat.Captain Funk                   | 2001年     | OH!ベスト                                   | エピックレコードジャパン       | 楽曲プロデュース                                                                                               |
| ズボンズ                                                        | Jumbo                                                    | 2001年     | Jumbo                                       | EMI Music （豪州）             | 楽曲プロデュース                                                                                               |
| Spank Happy                                                     | 「Sweets」「Riot in Chocolate Lagos」                    | 2002年     | Computer House of Mode                      | キングレコード                 | 菊地成孔によるプロジェクト。楽曲アレンジ・制作協力。                                                           |
| Spank Happy                                                     | 「エレガントの怪物」「ヴィーナスからアントワネットまで」 | 2003年     | VENDOME,LA SICK KAISEKI                     | キングレコード                 | 菊地成孔によるプロジェクト。楽曲アレンジ・制作協力。                                                           |
| ONJQ+OE ( 大友良英ニュー・ジャズ・クインテット + タツヤオオエ） | 「Double Density」「Spatial Density / Physical Density」 | 2003年     | ONJQ+OE                                     | ブルース・インターアクションズ | 大友良英ニュー・ジャズ・クインテットとのコラボレーション・アルバム。作曲、共同制作。                           |
| ONJQ+OE ( 大友良英ニュー・ジャズ・クインテット + タツヤオオエ） | Short Density                                            | 2003年     | Short Density                               | Vinylsoyuz                     | 大友良英ニュー・ジャズ・クインテットとのコラボレーション作品。12インチ仕様。                                   |
| Groove Syndicate                                                | 「Turbo Decoder」「Cruel Sun」                           | 2003年     | Groove Syndicate 1                          | Project-T                      | 松井常松、岸利至、オオエの3人で構成されるプロジェクト。Amazon「Groove Syndicate 1」                            |
| タナカノリユキ                                                  | Tesserart                                                | 2005年     | CD-ROM「ARTSTAR - Tesserart」               | 凸版印刷                       | iPod向けアートコンテンツ「『ART STAR』現代アートシリーズ」の一環として映像作品とのコラボレーション、楽曲提供。 |
| 布袋寅泰                                                        | 「Identity」「Liberty Wings」他                          | 2005年     | MONSTER DRIVE                               | 東芝EMI（日本）                | 楽曲アレンジ・制作協力                                                                                         |
| 布袋寅泰                                                        | 「Funky Punky」「Minimal Beauty」他                      | 2005年     | AMBIVALENT                                  | 東芝EMI（日本）                | 楽曲アレンジ                                                                                                   |
| BLACK JAXX                                                      | Galaxy Knight(CAPTAIN FUNK MIX)                          | 2006年     | Fanatic City                                | Banyan Records                 | プロデュース参加。DJ DRAGON、武田真治、いしだ壱成から成るユニット。                                            |
| オトノ葉Entertainment                                           | soccer MC’s feat.CAPTAIN FUNK                            | 2006年     | オトノ家                                    | Starboze Records               | 共同作曲・楽曲アレンジ・制作                                                                                   |
| 電撃チョモランマ隊                                              | 「Cast Off」「東京夜景」                                 | 2006年     | DVD「DO THE SMILE～エガオノチカラ～KOOL編」 | ビクターエンタテインメント     | 共同作曲・楽曲アレンジ・制作                                                                                   |
| 電撃チョモランマ隊                                              | ダンスノチカラ                                           | 2007年     | DVD「ダンスノチカラ HAPPY編」               | ビクターエンタテインメント     | 作曲・制作 |

### 主なリミックス作品

#### 海外アーティスト
| アーティスト                                      | タイトル                                                                                 | リリース年 | 収録されているパッケージ名                                     | レーベル（発売国）                  | 詳細                                                                                              |
| ------------------------------------------------- | ---------------------------------------------------------------------------------------- | ---------- | -------------------------------------------------------------- | ----------------------------------- | ------------------------------------------------------------------------------------------------- |
| Manta1000                                         | Prenom Betty (Captain Funk Last Hustle in Paris Remix)                                   | 1999年     | Prenom Betty                                                   | Universal Barclay (フランス)        | フランスのロックバンド。他にDJ Qら参加。                                                          |
| Gian Piero Reverberi                              | Malizie Di Venere (Captain Funk Breakin' Mix)                                            | 2000年     | Easy Tempo Experience - The Third Dimension                    | Easy Tempo （イタリア）             | Piero Umiliani他イタリア映画音楽のリミックス集。The Cinematic Orchestra、DJ Vadim等参加。         |
| シック                                            | Good Times (Captain Funk Remix)                                                          | 2001年     | rechic～CHIC remixes 2001～                                    | イーストウエスト・ジャパン （日本） | 他にHIFANA、DJ Hasebe、Fantastic Plastic Machineらが参加。                                        |
| ジェームス・ブラウン                              | Cold Sweat (Tatsuya Oe Dry Mix)                                                          | 2002年     | ジェームス・ブラウン アルティメット・リミキシーズ              | ユニバーサルJ （日本）              | 他にピチカート・ファイヴ、Muro、コーネリアスら参加。                                              |
| サイモン・ル・ボン＆ニック・ウッド                | 「Nobody Knows」(Captain Funk Remix)                                                     | 2006年     | Shinzou.jp                                                     | シン・レコード （日本）             | インタラクティブ・マンガ「Shinzou.jp」挿入歌。                                                    |
| Serge Gainsbourg （セルジュ・ゲンスブール）       | Poupee de Cire, Poupee de Son（夢見るシャンソン人形）feat. Norico                        | 2006年     | Monsieur Gainsbourg Revisited （セルジュ・ゲンスブールに捧ぐ） | Universal Barclay (フランス/日本)   | 他にフランツ・フェルディナンド＆ジェーン・バーキン、ポーティスヘッド、カーラ・ブルーニらが参加。  |
| Zombie Nation                                     | Kernkraft400                                                                             | 2006年     | Ultras2006                                                     | アール・アンド・シー （日本）       | コンピレーション・アルバム用のカバー＆リミックス。他にTaku Takahashi (m-flo)、Sugiurumnら参加。   |
| ジェームス・ブラウン                              | Cold Sweat (Tatsuya Oe Dry Mix)                                                          | 2007年     | Dynamite X                                                     | Couch Records （オーストリア）      | 日本盤からの抜粋にDzihan & Kamien（ジハン&カミエン）らが新たに参加した再編集盤。                  |
| Diana Ross(ダイアナ・ロス) & ザ・シュープリームス | 「Themes of Mahogany（マホガニーのテーマ）」(Captain Funk Punky-Nighty Mix)              | 2007年     | Diana Ross & The Supremes Remixes                              | ユニバーサルJ （日本）              | 他に Fantastic Plastic Machine、DJ Fumiya、ピチカート・ファイヴらが参加。                         |
| Dúné (デュネ)                                     | John Wayne Vs. Mary Chain (Captain Funk Glitter Knight Club Mix)                         | 2008年     | Dúné - We Are In There You Are Out Here - The Remixes          | ソニーBMG （ドイツ）                | デンマークのエレクトロ・ロックバンド。他にハロルド・フォルターメイヤー、Atomic Hooligan、ら参加。 |
| Radiopilot                                        | 「Monster」(Captain Funk Tokyo Love Affair Mix)（Captain Funk Electric Rendezvous Mix)」 | 2008年     | Monster                                                        | ソニーBMG （ドイツ）                | ドイツのロックバンド。2リミックス収録。                                                           |
| Demolition Disco                                  | Big Mama (Captain Funk Epic Suite Remix)                                                 | 2011年     | Big Mama EP                                                    | Riot Riot Records （ドイツ）        | ドイツのエレクトロ・アーティスト/DJ。他にStereoHeroesら参加。                                     |
| Digikid84                                         | You Got the Groove (Captain Funk Remix)                                                  | 2012年     | Timelapse Remix Session                                        | Folistar Records （フランス）       | フランスのエレクトロ・アーティスト/DJ。他にBestrack Remixら参加。                                 |

#### 国内アーティスト
| アーティスト                             | タイトル                                                                        | リリース年 | 収録されているパッケージ名                                           | レーベル                                     | 詳細                                                                                                 |
| ---------------------------------------- | ------------------------------------------------------------------------------- | ---------- | -------------------------------------------------------------------- | -------------------------------------------- | --- |
| Flare（ケンイシイ）                      | Dir.r (Tatsuya's Roller Coaster Mix)                                            | 1997年     | Dir.r Remixes EP                                                     | サブライムレコード/Reel Musiq                | "Backfunk 3000 (Si Begg) Remix"とのカップリング12インチ。                                            |
| VA                                       | Jin Kazama (Ken Ishii vs Captain Funk Remix) Tiger Jackson (Captain Funk Remix) | 1998年     | 鉄拳3 Seven Remixes                                                  | ポニーキャニオン                             | リミックス・コンピレーションCD。Ken Ishii他参加。                                                    |
| 電気グルーヴ                             | あすなろサンシャイン(Captain Funk Electronic-Fever Mix)                         | 1998年     | Asunaro Sunshine (Takkyu Ishino Reconstruction) （12インチレコード） | キューンソニー                               | 「Takkyu Ishino Reconstruction」とのカップリング。                                                   |
| 電気グルーヴ                             | あすなろサンシャイン(Captain Funk Electronic-Fever Mix)                         | 1999年     | Double A（2枚組CD）                                                  | Sony Music Entertainment Inc（オーストリア） | Thomas Schumacher、Mijk Van Dijkらが参加したベスト＋リミックス集。                                   |
| Co-fusion                                | Torn Open (Captain Funk Remix）                                                 | 1998年     | Sublime the RMXs                                                     | Sublime Records                              | リミックス・コンピレーションCD。「O.Y.M.(CHRISTOPHER JUST MIX)」など収録。                           |
| ケンイシイ                               | Actio Surrealismo (Captain Funk Rampage Remix)                                  | 1998年     | Islands & Continents - 600 Mhz (CD+VHS)                              | Sony Music Associated Records（日本）        | リミックス集と映像（VHS）、ブックレットによる企画盤。 Cari Lekebusch、Kurtis Mantronik他参加。       |
| Museum of Plate                          | Title Back（Captain Funk Remix）                                                | 1999年     | Practical Symphony No.5 (Samurai Remixes)                            | Crue-L Records                               | リミックス・コンピレーションCD。竹村延和他参加                                                       |
| ORIGINAL LOVE                            | 大車輪 （LIKE A MOJO MIX）                                                      | 1999年     | Honey Flesh (LPレコード）                                            | ポニーキャニオン                             | Captain Funkリミックス含む6曲入り。                                                                  |
| ALEX inc                                 | One Day (Captain Funk Muslim Mix)                                               | 1999年     | One Day                                                              | キューンソニー                               | マキシシングル。他にAudio Active Remix収録。                                                         |
| フィンガー5                              | 恋のダイヤル6700（Captain Funk ハイスクール '99 Mix）                           | 1999年     | フィンガー天国                                                       | マーキュリー・ミュージックエンタテインメント | リミックス・コンピレーションCD。小西康陽、Akakageら参加。                                            |
| Fantastic Plastic Machine                | You Must Learn All Night Long (Captain Funk Crazy Flamingo Mix)                 | 1999年     | F International Standard                                             | 日本コロムビア                               | CDシングル、12インチレコードとして発売。                                                             |
| PUFFY                                    | 愛のしるし (Captain Funk Puffy de Samba Mix)                                    | 1999年     | PRMX (Puffy Re-Mix Project Licensed To Skill)                        | エピックレコードジャパント                   | コンピレーションCD、12インチレコードとして発売。小西康陽、マルコム・マクラーレン他参加。             |
| スケボーキング                           | Bingo（Captain Funk ‘89 School Mix）                                            | 2000年     | Super Best                                                           | ダブリューイーエー・ジャパン                 | インディーズ時代の代表曲+キャプテン・ファンクらによるリミックスを収録。                              |
| Wino                                     | The Action（From Dusk Till Dawn Mix）                                           | 2000年     | The Action (All I really want to do)                                 | SPEEDSTAR RECORDS                            | マキシシングル                                                                                       |
| 布袋寅泰                                 | Vampire (Captain Funk Mix)                                                      | 2000年     | Vampire（CDシングル）/Vampire Remixes（アナログ）                    | 東芝EMI                                      | CDシングル、12インチレコードとして発売。                                                             |
| Leyona                                   | Tone (Captain Funk Remix)                                                       | 2001年     | Tone                                                                 | エピックレコードジャパン                     | マキシシングル                                                                                       |
| Tommy february6（トミー・フェブラリー6） | Everyday at the Bus Stop (Captain Funk "Daydream" Edition)                      | 2001年     | Everyday at the Bus Stop (CD+DVD)                                    | デフスターレコーズ                           | Captain Funkリミックス含む4曲入り。                                                                  |
| Tiger                                    | Please（Captain Funk 'Night Flight' Mix）                                       | 2001年     | Please                                                               | アリスタジャパン                             | マキシシングル                                                                                       |
| Joujouka（ジョジョカ）feat. 浅野忠信     | Don't Think, Feel!! (CAPTAIN FUNK "CF in darkness" Version)                     | 2001年     | New Asians                                                           | EMIミュージック・ジャパン（日本）            | マキシシングル                                                                                       |
| 宇頭巻                                   | Borderless（Captain Funk Time To Riot Mix）                                     | 2001年     | Borderless                                                           | キティMME                                    | マキシシングル                                                                                       |
| Sugar Soul                               | No No No (Captain Funk Unheralded Mix)                                          | 2002年     | Soul Mix                                                             | ワーナーミュージック・ジャパン               | リミックス・コンピレーションCD。ウィル・アイ・アム他参加。                                           |
| dCprG                                    | Catch44.1 (OE reconstruction)                                                   | 2002年     | DCPRG3/GRPCD2                                                        | ブルース・インターアクションズ               | CD2枚組。DJ Me DJ You、Rei Harakami他参加。                                                          |
| 南博                                     | Go There!-OE's Fluid Reconstruction pt.1-3                                      | 2002年     | MINIMA-GO THERE! remix                                               | イーストワークスエンタテインメント           | リミックス・コンピレーションCD。他に菊地成孔、内海イズルら参加。                                     |
| 土屋アンナ                               | Somebody Help Me （'80 CBGB Bootleg Mix）（'89 Remember Acid Mix）              | 2006年     | Taste My xxxRemixxxxxxx!!!!!!!! Beat Life!                           | エイベックス                                 | Captain Funk, Tatsuya Oeそれぞれの名義での2リミックス収録。Shinichi Osawa、Yukihiro Fukutomiら参加。 |
| the ARROWS                               | ナイトコール (Captain Funk Glitter Knight Club Mix）                            | 2006年     | ナイトコール                                                         | ポニーキャニオン                             | マキシシングル                                                                                       |

## メディア・広告への楽曲提供/ライセンス

### 米国その他海外

#### 広告
| 企業・使用者名                                                                | 国         | 年            | キャンペーン/番組名、使用楽曲など                                                                                     |
| ----------------------------------------------------------------------------- | ---------- | ------------- | --- |
| FOREVER 21                                                                    | 米国       | 2010年        | 「21 TV – Minnie Muse」（Captain Funk 「Piece of You」ライセンス使用）                                                |
| ペプシコ                                                                      | 米国       | 2012年        | 「ペプシ・マックス」フィーチャリング・カイリー・アービング 「ペプシ・マックス」フィーチャリング・カイリー・アービング |
| バーガーキング                                                                | 米国       | 2012年        | "Bacon & Cheddar BK Toppers" テレビCM                                                                                 |
| Skechers（スケッチャーズ）                                                    | 米国       | 2012年        | 作曲＆楽曲提供 |
| メイシーズ                                                                    | 米国       | 2012年        | 「MstyleLabテレビコマーシャル（Skechers commercial featuring Brooke Burke (2012 Spring)」。作曲＆楽曲提供。           |
| ベイン・アンド・カンパニー                                                    | 米国       | 2012年        | 「Introducing the Great Repeatable Model」                                                                            |
| Team Type 1-Sanofi（チーム・タイプ・1）                                       | 米国       | 2012年        | 「This is Team Type1」（プロサイクリングチーム）                                                                      |
| コロプラスト                                                                  | デンマーク | 2012年        | 企業キャンペーン・ビデオ                                                                                              |
| Tennis Australia（テニス・オーストラリア）                                    | 豪州       | 2012年        | 全豪オープン・テニス2012 「Get on Tour」                                                                              |
| ELLE                                                                          | ブラジル   | 2012年        | 2012年5月号テレビコマーシャル                                                                                         |
| Thermopor Glas & Glas Porschen                                                | ドイツ     | 2012年        | 「Thermopor Glas Imagefilm」                                                                                          |
| FOREVER 21                                                                    | 米国       | 2012年        | 「Ashley Smith x Forever 21」（「Here She Comes Again (No Strings Mix)」使用）                                        |
| オークリー                                                                    | 米国       | 2012年        | 「Beyond Reason feat. Craig Alexander」（Dark Model "Requiem for an Angel"シンクライセンス使用）                      |
| ケンタッキー・フライド・チキン                                                | 豪州       | 2012年        | 「KFC Krushers」 |
| ベライゾン・ワイヤレス                                                        | 米国       | 2012年        | 「Droid DNA -Extra Sensory」テレビCM（Dark Model 「Oath (Dubstep Remix)」をアートワークと共にフィーチャー）           |
| ASUS（エイスース）+インテル                                                   | 米国       | 2012年        | 「In Search of Incredible」（「From the Moment On」ライセンス使用）                                                   |
| Time Inc./People                                                              | 米国       | 2012年        | 「2012エミー賞授賞式」（Captain Funk "Piece of You (Bestrack Remix)"使用）                                            |
| FOREVER 21                                                                    | 米国       | 2013年        | 「Forever 21 DIY Files: EmBOSSed Cap」（4映像で「Bright Sun, Big Sky」使用）                                          |
| アメリカン・エキスプレス                                                      | 米国       | 2013年        | Synchronization Rights シンク・ライセンス使用                                                                         |
| レクサス                                                                      | 米国       | 2013年 2014年 | Travel + Leisure「Hot Spots of Columbia Road」                                                                        |
| スカイプ・テクノロジーズ                                                      | 米国       | 2013年        | 「Skype in the Classroom」                                                                                            |
| パタゴニア                                                                    | 米国       | 2013年        | 「Patagonia Waders」                                                                                                  |
| プロテスト・ボードウェア                                                      | オランダ   | 2013年        | 「Protest TV -Jokers 2013-」他計4ライセンス。                                                                         |
| Bergdorf Goodman（バーグドルフ・グッドマン）                                  | 米国       | 2013年        | 「2013 Spring Collections」含む2キャンペーン                                                                          |
| ペプシコ                                                                      | 米国       | 2013年        | マウンテン・デュー「The DEWeezy Project -The Documentary-」（Dark Model楽曲使用）                                     |
| グラクソ・スミスクライン                                                      | 英国       | 2013年        | ルコゼード「Lucozade vs Water – Endurance-」（Dark Model「Fate」使用。6ライセンス）                                   |
| FOREVER 21                                                                    | 米国       | 2013年        | 「Forever 21 Beauty」                                                                                                 |
| FOREVER 21                                                                    | 米国       | 2013年        | 「Model Docs: Sung Jin Park」（Captain Funk 「I'll Be There (Strings Instrumental Mix)」使用）                        |
| ボーズ・コーポレーション                                                      | 米国       | 2013年        | 「Bose 1 Hour Wow!」                                                                                                  |
| Scholatic                                                                     | 米国       | 2013年        | 企業キャンペーン・ビデオ（教育出版）                                                                                  |
| インタッチ・ソリューションズ                                                  | 米国       | 2013年        | 「Humira Innovation Island Trailer」（製薬系マーケティング）                                                          |
| Zagat Survey                                                                  | 米国       | 2013年        | 「How to :Tequila shots,Done Right」                                                                                  |
| グッド・ワールドワイド                                                        | 米国       | 2013年        | 「Teaching for Tomorrow」（教育系キャンペーン）                                                                       |
| オークリー                                                                    | 米国       | 2013年        | 「Oakley Freeski Season」「Sets in Motion」他（Dark Model"Bionic Warrior"使用）                                       |
| デルタ航空                                                                    | 米国       | 2013年        | 「Ask the Pilot」 |
| ウイルソン・スポーティング・グッズ                                            | 米国       | 2013年        | 「Inside the Wilson Innovation Center」（Dark Model "Requiem for an Angel"使用）                                      |
| ノードストローム                                                              | 米国       | 2013年        | Hautelook 「Welcome to HauteLook」（アパレル）                                                                        |
| バートン・スノーボード                                                        | 米国       | 2013年        | 「Just On a String (no vox)」使用。Synchronization Rights シンク・ライセンス。                                        |
| エクセル・ウェットスーツ                                                      | 米国       | 2013年        | 「Xcel I TD3」（Dark Model "Requiem for an Angel"使用）                                                               |
| コルゲート                                                                    | 米国       | 2013年        | 「Lady Speed Stick」                                                                                                  |
| シスコシステムズ                                                              | 米国       | 2013年        | 「Global Sales Experience (GSX)」                                                                                     |
| セント・ローレンス・カレッジ                                                  | カナダ     | 2013年        | Synchronization Rights シンク・ライセンス使用。                                                                       |
| GQ Germany                                                                    | ドイツ     | 2013年        | 「Interactive Marketing Communications Program」                                                                      |
| Fox Head（フォックス・ヘッド）                                                | 米国       | 2013年        | スポーツ・グッズ・ブランド。Dark Model 「Abandoned」他使用。Synchronization Rights シンク・ライセンス。               |
| アディダス・オリジナルズ + Vice Germany                                       | ドイツ     | 2013年        | 「Adidas Magazine Release Party」（Captain Funk "Just Wanna Get You Tonight (Instrumental)"使用）                     |
| ファイザー/ Advil                                                             | 米国       | 2013年        | 「FAA Need for Speed」（Captain Funk "Knight of Electricity (Instrumental)"使用）                                     |
| レゴ                                                                          | デンマーク | 2013年        | Legoウェブサイト用アニメーション                                                                                      |
| パシフィック・ガス・アンド・エレクトリック・カンパニー                        | 米国       | 2013年        | 「MBA Recruitment」                                                                                                   |
| TRESemme（トレセメ)                                                           | 米国       | 2013年        | 「Style Studio」 |
| Wallpaper*                                                                    | 英国       | 2013年        | 「The Moving Edition」（Dark Model "Requiem for an Angel"使用）                                                       |
| クイックシルバー                                                              | 米国       | 2014年        | 「Bali's Big Eco Weekend: Uluwatu Challenge」（OE 「Hollow Stone (Remix)」使用）                                      |
| フィリップモリス/マールボロ                                                   | 米国       | 2014年        | 「Curators」キャンペーン                                                                                              |
| LinkedIn Corporation                                                          | 米国       | 2014年        | 「Talent Connect」キャンペーン                                                                                        |
| エナジャイザー                                                                | 米国       | 2014年        | Synchronization Rights シンク・ライセンス使用。                                                                       |
| Netsuite（ネットスイート）                                                    | 米国       | 2014年        | 「Netsuite 2014」キャンペーン                                                                                         |
| メイシーズ                                                                    | 米国       | 2014年        | 「Men's Blue」 |
| Fox Head（フォックス・ヘッド）                                                | 米国       | 2014年        | 「Rusty Malinoski We Live \| The Extra Mile」（Dark Model 「Abandoned」使用）                                         |
| スペシャライズド                                                              | 米国       | 2014年        | 「Annika Langvad: Double Life」（Captain Funk 「I'll Be There (Strings Instrumental Mix)」使用）                      |
| Anon Optics（バートン）                                                       | 米国       | 2015年        | 新商品「M3」告知キャンペーン（OE 「Hollow Stone (Instrumental Mix)」使用）                                            |
| Speedo                                                                        | 米国       | 2015年        | 「Bullet Head Snorkel」                                                                                               |
| 北米ホンダ                                                                    | 米国       | 2015年        | 「ホンダ・パイロット」キャンペーン                                                                                    |
| アウディ                                                                      | 韓国       | 2015年        | Synchronization Rights シンク・ライセンス。                                                                           |
| Hands Motorsport                                                              | 韓国       | 2015年        | 「Hands Motorsport」                                                                                                  |
| ベライゾン・コミュニケーションズ                                              | 米国       | 2015年        | 「Verizon Fios」 TV Commercial                                                                                        |
| トヨタ                                                                        | ロシア     | 2015年        | ハイラックス 2015 トレイラー                                                                                          |
| Blue Cross Blue Shield                                                        | 米国       | 2015年        | 「Reality Is」 テレビCMシリーズ                                                                                       |
| ホリスター・カンパニー                                                        | 米国       | 2015年        | 「#SoCalStylist How-To」                                                                                              |
| House of Marley                                                               | 米国       | 2015年        | プロモーション映像＆店頭展開（Dark Model 「Bionic Warrior」使用）                                                     |
| Sq1                                                                           | 米国       | 2015年        | テレビCM（デジタルマーケティング）                                                                                    |
| Casa Facile                                                                   | イタリア   | 2015年        | テレビCM（インテリア雑誌）                                                                                            |
| Cox Enterprises                                                               | 米国       | 2015年        | 企業PR映像（メディア・コングロマリット）                                                                              |
| Five Insurance Company                                                        | ベルギー   | 2015年        | マーケティング・キャンペーン（保険）                                                                                  |
| Teletrak                                                                      | チリ       | 2015年        | テレビCM（通信） |
| Texas Fleet Outfitters                                                        | 米国       | 2015年        | ラジオCM（自動車用品）                                                                                                |
| スペシャライズド                                                              | 米国       | 2015年        | 「Links」 |
| デルタ航空                                                                    | 米国       | 2015年        | Synchronization Rights シンク・ライセンス使用。                                                                       |
| Succubus Publishing                                                           | 米国       | 2015年        | Middara キックスターター・キャンペーン                                                                                |
| Brownsville Independent School District（テキサス州ブラウンズヴィル独立学区） | 米国       | 2015年        | 「Defining Who You Are」地方テレビCM（Dark Model 「Abandoned」使用）                                                  |
| Fox Head（フォックス・ヘッド）                                                | 米国       | 2015年        | 「Pura Vida Motocross」                                                                                               |
| スペシャライズド                                                              | 米国       | 2015年        | 「The New S-Works Venge」（Dark Model 「Abandoned (No Strings Mix)」使用）                                            |
| Lancôme (ランコム)                                                            | フランス   | 2016年        | 「Rénergie Lift Multi-Action」                                                                                        |
| LGエレクトロニクス                                                            | 韓国       | 2016年        | LG 360 CAM |
| Landa Corporation                                                             | イスラエル | 2016年        | デジタルプリンティング技術                                                                                            |
| ホリスター・カンパニー                                                        | 米国       | 2016年        | Instajoy |
| スペシャライズド                                                              | 米国       | 2016年        | 「Tour of California」「I Am Specialized」「Major Tom」「Meet The New Epic」                                          |
| アルパインスターズ                                                            | イタリア   | 2016年        | 「How Fast is Fast?」「MXoN Maggiora」                                                                                |
| コロンビア・スポーツウェア                                                    | 米国       | 2016年        | “Tested Tough In Costa Rica"」                                                                                        |
| クムホタイヤ                                                                  | 韓国       | 2016年        | Kumho Tire Ecsta Racing Team」                                                                                        |
| ロキシー (ファッション)                                                       | 米国       | 2017年        | 「#MakeWavesMoveMountains」 Dark Mode「Candle in the Desert (No Piano Mix)」使用                                      |
| マングース・バイシクルズ                                                      | 米国       | 2017年        | 「Ben Wallace: California Republic」                                                                                  |
| MPマイケル・フェルプス                                                        | 米国       | 2017年        | 「Join the Team」 |
| FILA （フィラ）                                                               | 韓国       | 2017年        | 「Women’s Tennis Apparel」                                                                                            |
| バルディニーニ                                                                | イタリア   | 2017年        | 「Shoes My Way」 |
| Portenntum                                                                    | メキシコ   | 2017年        | 「Video Corporativo Portenntum de Mexico」                                                                            |
| WWE                                                                           | 米国       | 2017年        | レッスルマニア 33 「WrestleMania 33: Orlando Citrus Bowl」。Captain Funk「Endless Possibilities」使用                 |
| トム・フォード                                                                | 米国       | 2021年        | トム・フォード・ビューティー「Soleil Neige」（出演：ヒョンビン）                                                      |
| Prada （プラダ）                                                              | 韓国       | 2023年        | Parada Mode Seoul。OE「Mobius」                                                                                       |
| ウォッチズ・オブ・スイッツランド USA                                          | 米国       | 2023年        | Kodama featuring GRAND SEIKO。OE「Garden Fountains」                                                                  |
| Sun Bum                                                                       | 米国       | 2023年        | Bum Rush Tour / Portland, Jamaica。MER『Dub Me Do』                                                                   |
| エスティローダー                                                              | 韓国       | 2024年        | Estee Lauder Korea x IU（アイユー）。MER『Mirage』                                                                    |

#### 映画・映画予告編・アニメーション・テレビゲーム関連
| 企業・使用者名                                               | 国             | 年     | 作品タイトル、使用楽曲など |
| ------------------------------------------------------------ | -------------- | ------ | --- |
| マイクロソフト Xbox                                          | 米国           | 2011年 | クリスマス・キャンペーンCM「Kinnect Core Games」 |
| PS3                                                          | 米国           | 2011年 | ダンス・バトルVS」（Hyperkin社）（Captain Funk 「Somebody Like You」「Diamonds」）                                                                                         |
| ソニー/コロンビア・ピクチャーズ                              | 米国           | 2012年 | 『エリジウム（Elysium）』（監督ニール・ブロンカンプ、マット・デイモン、ジョディ・フォスター主演）。初公開映像にてDark Modelの楽曲をライセンス使用。                        |
| Millennium Entertainment（ミレニアム・エンターテインメント） | 米国           | 2012年 | 「ペーパーボーイ 真夏の引力」（出演マシュー・マコノヒー、ザック・エフロン、ジョン・キューザック、ニコール・キッドマン）（テレビCMでDark Model「Fire Back」ライセンス使用） |
| ノーザン・バレエ・シアター                                   | 英国           | 2013年 | 『Brief Landing』（監督・振付：ダニエル・デ・アンドレード）（Dark Model『Fire Back』使用）                                                                                 |
| ブリザード・エンターテイメント                               | 米国           | 2013年 | 「Battle.net World Championship」 |
| Lionsgate Entertainment（ライオンズゲート）                  | 米国           | 2013年 | 「The Inevitable Defeat of Mister & Pete」（出演：ジェニファー・ハドソン、ジョーダン・スパークス等）                                                                       |
| Roebuck Media                                                | 米国           | 2013年 | 「Camp」 |
| マイクロソフト Xbox                                          | 米国           | 2014年 | 「Forza Motorsport5」キャンペーン（Dark Model『Oath』ライセンス使用） |
| ブリザード・エンターテイメント                               | 米国           | 2015年 | World of Warcraft「Warlords of Draenor」キャンペーン |
| Peter Liechti                                                | ドイツ         | 2013年 | Vaters Garten – Die Liebe meiner Eltern (Father’s Garden – The Love of My Parents)                                                                                         |
| トライスター・ピクチャーズ                                   | 米国           | 2015年 | 「Money Monster（マネー・モンスター）」インターナショナル予告編（ジョージ・クルーニー、ジュリア・ロバーツ出演）                                                            |
| ソニー・ピクチャーズ エンタテインメント                      | 米国           | 2016年 | 「ソーセージ・パーティー」 |
| Mr X Inc.                                                    | 米国           | 2016年 | Mr X Inc. 2016 Reel |
| ブリザード・エンターテインメント                             | 米国           | 2017年 | 「オーバーウォッチ」トレイラー |
| Momentum Pictures                                            | 米国           | 2017年 | Sammy and Co「Turtle Reef」 Trailer |
| パラマウント・ピクチャーズ                                   | 米国           | 2021年 | 「The Space Between」 (出演：ケルシー・グラマー、ウィリアム・フィクナー、ジュリア・ゴルダニ・テレス)                                                                       |
| ステート・シアター・カンパニー・サウス・オーストラリア       | オーストラリア | 2021年 | 演劇「Hibernation（ハイバーネーション）」（会場：アデレード・フェスティバルセンター）Dark Model「Judgment Day」使用                                                        |

#### テレビ番組および番組プロモーション
| 企業・使用者名                           | 国           | 年            | キャンペーン/番組名 |
| ---------------------------------------- | ------------ | ------------- | --- |
| オプラ・ウィンフリー・ネットワーク       | 米国         | 2012年        | 「Welcome to Sweetie Pie's」TV/ラジオプロモーション |
| Syfy                                     | 米国         | 2012年        | 「HOT SET」（Captain Funk 『Superfoxy (Dirty Electro Inst Mix)』） |
| Cutting Edge Group                       | 米国         | 2012年        | 「エリート・モデル ランウェイ・ショー」 |
| FOX TV                                   | 米国         | 2012年        | ティーン・チョイス・アワード2012 |
| NBC                                      | 米国         | 2012年~       | 「ザ・ヴォイス」「スティーブ・ハーベイ」 |
| MTV                                      | 米国         | 2012年~       | 「Made」「Guy Code」「Jersey Shore After Hours」「Girl Code」「Brothers Green Eats」「Middle of the Night Show」「”ex-エックス”オン・ザ・ビーチ～戦慄のバカンス」 |
| ディスカバリー・チャンネル               | 米国         | 2012年~       | 「Auction Kings」「Turn & Burn」「Backyard Oil」「Buying Alaska」 |
| VH1                                      | 米国         | 2012年~       | 「Love & Hip Hop: Atlanta」「Best Week Ever」「Big Ang」「ラブ・アンド・ヒップホップ・ハリウッド」 |
| Bravo (U.S. TV network)                  | 米国         | 2012年~       | 「Married to Medicine」「Dukes of Melrose」「Start-Ups: Silicon Valley」「Flipping Out」「Interior Therapy with Jeff Lewis」 |
| CMT                                      | 米国         | 2012年~       | 「Dog and Beth on the Hunt」「My Big Redneck Vacation」「Redneck Island」「Brojects in the House」 |
| Telemundo（テレムンド）                  | 米国         | 2012年~       | 「Un Nuevo Dia」「Marido En Alquiler」「Levantate」「El Rostro de la Venganza」 |
| ナショナルジオグラフィックチャンネル     | 米国         | 2013年~       | 「Abandoned」「Brain Games」「Lords of War」「Diggers: Treasure Hunters」「Diggers: Treasure Hunters（「宝の眠る街、チャールストン」）」「写真で見るナショジオ125周年」「ジョブス・ダット・バイト」「Get rich or die mining」「Going Deep with David Rees」.「Cesar Millan カリスマ ドッグトレーナー ～自叙伝～」「How Human Are You」 |
| ヒストリーチャンネル                     | 米国         | 2013年~       | 「How the states got their shapes」「American Pickers」「アメリカン・ビンテージ大修復!」「カウンティング・カーズ」「ALONE ～孤独のサバイバー～」「Forged in Fire（刀剣の鉄人）」 |
| SundanceTV （サンダンスTV）              | 米国         | 2013年~       | 「Ludo Bites America」「Dream School USA」 |
| A&E Australia                            | 豪州         | 2013年~       | 「Aussie Pickers」「Modern Dads」 |
| CTV                                      | カナダ       | 2013年~       | 「Aussie Pickers」「Modern Dads」 |
| A+E Networks                             | 米国         | 2013年        | 「Barter Kings」「Aussie Pickers」 |
| TLC                                      | 米国、カナダ | 2013年~       | 「What Not to Wear」「Say Yes to the Dress」 |
| FOX TV                                   | 米国         | 2013年~       | 「 The Mindy Project（ザ・ミンディ・プロジェクト） 」TVプロモーション |
| オプラ・ウィンフリー・ネットワーク       | 米国         | 2013年~       | 「ザ・ネイト・バーカス・ショー」 |
| FOX TV                                   | 米国         | 2013年~       | 「Dish Nation」「The Jones and Moseley Show」 |
| FOXスポーツ                              | 米国         | 2013年~       | 「NFL on Fox 」「College Football on Fox」「Speak for Yourself」「MLB Walk Off Stories」 |
| City                                     | カナダ       | 2013年~       | 「Canada's Got Talent」 |
| Travel + Escape Channel                  | 米国         | 2013年 2014年 | 「Boundless」 |
| Style Network （スタイル・ネットワーク） | 米国         | 2013年 2014年 | 「Built」 |
| ABCファミリー                            | 米国         | 2014年        | 「スイッチ ～運命のいたずら～ 」シーズン3第5話 「Have You Really the Courage?」。Captain Funk「Endless Possibilities (feat. Raj Ramayya)」シンクライセンス使用。 |
| Wigs                                     | 米国         | 2014年        | 「Blue (Season 3)」トレイラー（予告編）（Captain Funk「Somebody Like You (Electro Psyche Rock Mix) feat. MeriNeeser」） |
| ESPN                                     | 米国         | 2014年        | 「ESPN Films」 |
| DirecTV                                  | 米国         | 2014年        | 「Big Knockout Boxing」 |
| MMA Fighting                             | 米国         | 2014年        | 「Countdown to UFC」 |
| ディズニー・チャンネル                   | 米国         | 2014年        | ディズニー・クルーズ・ライン 「A Look Behind The Scenes」 |
| MuchMusic                                | カナダ       | 2014年        | 「New Music Live」 |
| CW                                       | 米国         | 2014年        | 「18th Annual Critics' Choice Awards」 |
| Netflix                                  | 米国         | 2014年        | 「Comedians In Cars Getting Coffee by Jerry Seinfeld (サインフェルド: ヴィンテージカーでコーヒーを): Jimmy Fallon」 |
| AHC (American Heroes Channel)            | 米国         | 2014年~       | 「Bullet points」「Shadow Ops」 |
| Travel Channel                           | 米国、カナダ | 2014年~       | 「BBQ Crawl」 |
| ABCファミリー                            | 米国         | 2015年        | 「スイッチ ～運命のいたずら～ 」シーズン4第3話「I Lock the Door Upon Myself」（Captain Funk「I'm Ready To Go」） |
| Fox Sports                               | 米国         | 2015年        | 「MLB on Fox」 |
| MTV                                      | 米国         | 2015年        | 「The Challenge: Rivals」 |
| HGTV                                     | 米国         | 2015年        | 「Income Property」 |
| Lifetime                                 | 米国         | 2015年        | 「Double Divas」 |
| Spike                                    | 米国         | 2015年        | 「Ink Master」 |
| Centric                                  | 米国         | 2015年        | 「Being」 |
| Esquire                                  | 米国         | 2015年        | 「Boundless」 |
| Slice                                    | カナダ       | 2015年        | 「Lost and Sold」 |
| E! online                                | 米国         | 2015年        | 「Rich Kids of Bevery Hills」 |
| WB                                       | 米国         |               | 「チャームド 〜魔女3姉妹〜」(S5E5, ストリーム用新バージョン) Captain Funk「Rise」使用 |
| CBS                                      | 米国         | 2016年        | 「ビッグバン★セオリー/ギークなボクらの恋愛法則」 |
| Esquire Network                          | 米国         | 2016年        | 「Car Matchmaker with Spike Feresten」「Boundless」 |
| TV Land                                  | 米国         | 2017年        | 「Younger（邦題：ライザのサバヨミ大作戦！）」(出演：サットン・フォスター、デビ・メイザー、ミリアム・ショア、ヒラリー・ダフ他） Captain Funk「Leaving」使用 |
| Global TV                                | カナダ       | 2017年        | 「プライベート・アイズ」 |
| ニコロデオン (TVチャンネル)              | 米国         | 2017年~       | 「スポンジ・ボブ」 「デュードパーフェクト(セカンド・シーズン)」「アイ・アム・フランキー」「ラウド・ハウス」 |
| コメディ・セントラル                     | 米国         | 2017年~       | 「Tosh.0」「At midnight with Chris Hardwick」「スタンダップ」「ザ・デイリー・ショー・ウィズ・トレバー・ノア」「Drunk History」 |
| フード・ネットワーク                     | 米国         | 2017年        | 「Guilty Pleasures」「ビート・ボビー・フレイ」 |
| CNN(HLN)                                 | 米国         | 2017年        | 「The seventies」「Declassified: Untold Stories of American Spies」「オン・ザ・ストーリー・ウィズ・エリカ・ヒル」「True Crime Live」「Unmasking A Killer」 |
| Sundance TV                              | 米国         | 2017年        | 「Push Girls」「Revealing」 |
| TV Land                                  | 米国         | 2017年        | 「Nobodies」シーズン1, エピソード2「The Rat, the Cheese and the Trap」 |
| ヴァイス・メディア                       | カナダ       | 2017年        | 「Vice Essentials」「Needles & Pins」「Most Expensivest（2チェインズの贅沢オブ･ザ･イヤー）」 |
| HBO                                      | 米国         | 2017年        | 「ラスト・ウィーク・トゥナイト with ジョン・オリバー」「Vice News Tonight」 |
| FOXチャンネル                            | 米国         | 2017年        | 「Who Shot Biggie And Tupac（誰がビギーとトゥパックを撃ったか？）」 |
| Netflix                                  | 米国         | 2018年        | 「Joe Mande’s Award-Winning Comedy Special(ジョー・マンディの受賞待ちコメディ)」 |
| Viceland                                 | 米国         | 2018年~       | 「Big Night Out」「キング・オブ・ザ・ロード」「アクション・ブロンソンのすげぇうめぇ！」「Moltissimo」「エピックリー・レイタード：スパイク・ジョーンズ特集」 |
| truTV                                    | 米国         | 2018年        | 「Hack My Life」「フレンズ・オブ・ザ・ピープル」 |
| CWテレビジョンネットワーク               | 米国         | 2019年        | 「ライフ・センテンス」 |
| TBS (アメリカのテレビジョン放送)         | 米国         | 2019年        | 「フル・フロンタル・ウィズ・サマンサ・ビー」 |
| ESPN                                     | 米国         | 2019年        | 「ファイト・フラッシュバック・UFC」 |
| Gloob                                    | ブラジル     | 2019年        | 「ヴァレンティナ（シーズン２）」「D.P.A. Detetives Do Predio Azul」 |
| アマゾン・オリジナル                     | 米国         | 2019年        | 「インサイド・ジョーク ～夢見るコメディアン達～」 |
| VH1/Logo TV                              | 米国         | 2020年        | 「ル・ポールのドラァグ・レース」 |
| パラマウント・ネットワーク               | 米国         | 2020年        | 「Bar Rescue」「全米警察24時 コップス」 |
| Destination America                      | 米国         | 2020年        | 「Buying Alaska」 |
| Netflix                                  | 米国         | 2022年        | 「Emily in Paris（邦題：エミリー、パリへ行く）」（主演：リリー・コリンズ） Captain Funk 「Just Wanna Get You Tonight」使用 |
| TVA                                      | カナダ       | 2022年        | 「Révolution Season2」Dark Model「Judgment Day」使用 |
| CBS                                      | 米国         | 2022年        | ザ・レイト・ショー・ウィズ・スティーヴン・コルベア |
| HBO Max                                  | 米国         | 2022年        | LegendaryEP1 – Welcome to my House |
| HBO Max                                  | 米国         | 2022年        | Ambient SwimS1.EP1 – Tradigital |
| HBO Max                                  | 米国         | 2022年        | Generation Hustle |
| Netflix                                  | 米国         | 2022年        | Los Carcamales |
| TruTV                                    | 米国         | 2022年        | Big Trick Energy |
| BYUtv                                    | 米国         | 2022年        | All-Round Champion |
| ディスカバリーチャンネル                 | 米国         | 2022年        | ディーゼル・ブラザーズ |
| ヒストリーチャンネル                     | 米国         | 2022年        | Lost Car Rescue |
| HGTV                                     | 米国         | 2022年        | Gut Job |
| Vice TV                                  | 米国         | 2022年        | Criminal Planet |
| ABC                                      | 米国         | 2022年        | ESPN: Saturday Night Football |
| ABC                                      | 米国         | 2022年        | ESPN: Duke’s Mayo Classic |
| ニコロデオン (TVチャンネル)              | 米国         | 2022年        | パウ・パトロール (プロモーション) |
| ニコロデオン (TVチャンネル)              | 米国         | 2022年        | ブレイズ&モンスター・マシン (プロモーション) |

### 日本とアジア・マーケット

#### 広告
| 企業・使用者名                                                                            | 年                   | キャンペーン/番組名、使用楽曲など |
| ----------------------------------------------------------------------------------------- | -------------------- | --- |
| ナムコ                                                                                    | 2000年               | 『鉄拳』テレビCM（ライセンス提供） |
| コナミ                                                                                    | 2002年               | 企業広告CM（音楽制作・楽曲提供） |
| ユニリーバ                                                                                | 2003年               | 『mod's hair Discover your style 2003 - OE Electronic Sound and Vision Collection-』（青山スパイラル・ホール）、イベント・プロデュース協力、出演、告知テレビCM音楽制作・楽曲提供 |
| 三菱自動車                                                                                | 2005年               | 『コルトプラス』テレビCM（音楽制作・楽曲提供） |
| 三菱自動車                                                                                | 2005年               | 『世界 ラリー 選手権キャンペーン』テレビCM（音楽制作・楽曲提供） |
| キャノン                                                                                  | 2006年               | 『ピクサス』テレビCM（出演：長谷川京子）（音楽制作・楽曲提供） |
| ユニクロ                                                                                  | 2006年               | 『Body Tech（ボディテック）』テレビCM（音楽・サウンドデザイン） |
| セガジョイポリス                                                                          | 2006年               | テレビCM（出演：佐藤隆太）（音楽制作・楽曲提供） |
| パナソニック                                                                              | 2007年               | VIERAグローバル・ブランディング映像『Experience Color』（ニューヨーク・フェスティバル、ウェビー賞、第5回 東京インタラクティブ・アド・アワード受賞作品）                          |
| ユニクロ                                                                                  | 2007年               | 「Premium Down（プレミアム・ダウン）」テレビCM（音楽制作・楽曲提供） |
| ソニー・エリクソン・モバイルコミュニケーションズ （現ソニーモバイルコミュニケーションズ） | 2007年               | 『W44S』テレビCM（Captain Funk「Boogie Electricland」使用） |
| ソニー・エリクソン・モバイルコミュニケーションズ （現ソニーモバイルコミュニケーションズ） | 2008年               | 『SO703i』テレビCM（出演：押切もえ）（音楽制作・楽曲提供） |
| ソニー・エリクソン・モバイルコミュニケーションズ （現ソニーモバイルコミュニケーションズ） | 2008年               | 『S905』テレビCM（音楽制作・楽曲提供） |
| 東京都現代美術館                                                                          | 2008年               | 展示会『Space for Your Future』告知テレビCM |
| 資生堂                                                                                    | 2009年               | 『マキアージュ』テレビCM（出演：蛯原友里、香里奈）（音楽制作・楽曲提供） |
| ブライダルコスチューム・スエヒロ                                                          | 2009年 2010年 2012年 | テレビCM（出演：杏）（音楽制作・楽曲提供） |
| ポーラ化粧品                                                                              | 2010年               | 『B.A』商品発表イベント用楽曲提供 |
| Zoff                                                                                      | 2010年               | 『グラデーションメガネ』テレビCM（音楽制作・楽曲提供） |
| Zoff                                                                                      | 2011年               | 『Zoff Black』テレビCM（音楽制作・楽曲提供） |
| 資生堂                                                                                    | 2011年               | 『AQUALABEL』テレビCM（出演：観月ありさ）（音楽制作・楽曲提供） |
| 資生堂                                                                                    | 2012年               | 『ホワイトルーセント』テレビCM（中国、台湾、香港、韓国、タイ、シンガポール、ベトナムなどアジア諸国で放映）                                                                       |

#### その他映画・テレビ関連・アニメーションなど
| 企業・使用者名                                   | 年            | 作品タイトル                                                 | 詳細                                                                                                 |
| ------------------------------------------------ | ------------- | ------------------------------------------------------------ | --- |
| シネカノン                                       | 2000年        | MONDAY（監督SABU、出演：堤真一、松雪泰子等）                 | 主題歌『Twist & Shout 』・劇中歌「Home Sweet Home」「Rock on the Floor」楽曲提供、シンク・ライセンス |
| STUDIO 4℃                                        | 2001年        | Digital Juice DVD 「Table&Fishman」                          | 「Losin' My Way」のPVを制作した小林治のアニメーション作品へのサウンドトラック制作・楽曲提供。        |
| Neo Plex                                         | 2003年        | Tokyo Designers Block DVD Vol.1 2003 with 2000-2002 archives | OE「Tessera」収録。シンクライセンス。品番IMBP-1001。                                                 |
| 日本テレビ                                       | 2003年        | ドラマ「メッセージ～言葉が裏切っていく～」                   | OE「Grid Circuit（格子回路)」を挿入曲として楽曲提供。                                                |
| 金沢21世紀美術館                                 | 2004年        | 館内展示映像                                                 | 館内展示映像のための音楽制作・楽曲提供（ディレクター：タナカノリユキ）                               |
| ヒルトン東京                                     | 2005年        | 「Twenty One」                                               | コンピレーションアルバムへの楽曲提供。                                                               |
| DTC （ダイヤモンド・トレーディング・カンパニー） | 2006年        | 駐日大使館主催「ボツワナ・ウィーク」記念イベント＆CD         | 記念イベントとCDパッケージのための音楽制作・楽曲提供                                                 |
| Red eye's Film                                   | 2007年        | 「First Lane DVD」                                           | プロスノーボーダーによる映像DVD。Captain Funk「Call on Me」収録。                                    |
| SMASH                                            | 2008年        | 「FUJIROCKERS -The History of the Fuji Rock Festival-」      | ドキュメンタリーDVD。1999年Captain Funkとして出演時の映像を収録。                                    |
| NHK                                              | 2012年        | 「極上美の饗宴」番組他                                       | 曾我蕭白『雲龍図』（ボストン美術館収蔵）イメージ映像への楽曲提供・その他番組への楽曲ライセンス       |
| よしもとアール・アンド・シー                     | 2013年 2014年 | 『ダウンタウンのガキの使いやあらへんで!!』                   | 番組/DVD 楽曲ライセンス。                                                                            |

### 参加したスポンサードイベント
- カルティエ
- ヴィヴィアン・ウエストウッド
- G-Star
- クライスラー/Dodge 「Dodge Bold Night」
- Reebok 「Pump20」[251]
- mod’s hair『mod's hair Discover your style 2003 - OE Electronic Sound and Vision Collection-』（青山スパイラル・ホール）、イベント・プロデュース協力、出演、告知テレビCM音楽制作・楽曲提供
- JT「MILD SEVEN presents Blue Windy Night vol.6」[252]
- West 「West Nachtclub Tour」（ミュンヘン）[253]

など多数